# Alysia May
Alysia May (née le 31 janvier 1971) est une joueuse de tennis américaine, professionnelle de la fin des années 1980 à 1993.
Pendant sa carrière, elle a remporté un tournoi en double sur le circuit WTA.

## Palmarès

### Titre en double dames
| No | Date       | Nom et lieu du tournoi             | Catégorie | Dotation | Surface    | Partenaire  | Finalistes                    | Score         |          |
| -- | ---------- | ---------------------------------- | --------- | -------- | ---------- | ----------- | ----------------------------- | ------------- | -------- |
| 1  | 20-08-1990 | OTB International Open Schenectady | Tier V    | 75 000 $ | Dur (ext.) | Nana Miyagi | Linda Ferrando Wiltrud Probst | 6-4, 5-7, 6-3 | Parcours |

### Finale en double dames
Aucune

## Parcours en Grand Chelem

### En simple
N'a jamais participé à un tableau final.

### En double dames
| Année | Open d'Australie            | Open d'Australie         | Internationaux de France   | Internationaux de France | Wimbledon                   | Wimbledon               | US Open                      | US Open                  |
| ----- | --------------------------- | ------------------------ | -------------------------- | ------------------------ | --------------------------- | ----------------------- | ---------------------------- | ------------------------ |
| 1991  | 1er tour (1/32) Nana Miyagi | A. Sánchez Helena Suková | -                          | -                        | 2e tour (1/16) Lise Gregory | R. Kordová A. Strnadová | 1er tour (1/32) Peanut Louie | Jo-Anne Faull M. Jaggard |
| 1992  | -                           | -                        | 2e tour (1/16) Kimberly Po | S. Appelmans C. Porwik   | -                           | -                       | -                            | -                        |

Sous le résultat, la partenaire ; à droite, l’ultime équipe adverse.

### En double mixte
| Année | Open d'Australie | Open d'Australie | Internationaux de France | Internationaux de France | Wimbledon                | Wimbledon                 | US Open                      | US Open                   |
| 1991  | -                | -                | -                        | -                        | 2e tour (1/16) J. Canter | H. Ter Riet M. Koevermans | 1er tour (1/16) P. Galbraith | Elna Reinach van Rensburg |

Sous le résultat, le partenaire ; à droite, l’ultime équipe adverse.

## Classements WTA en fin de saison

### En simple
| Année | 1989 | 1990 | 1991 | 1992 |
| Rang  | 394  | 315  | 166  | 402  |

Source : (en) « Classements de Alysia May », sur le site officiel du WTA Tour

### En double
| Année | 1989 | 1990 | 1991 | 1992 |
| Rang  | 135  | 108  | 69   | 259  |

Source : (en) « Classements de Alysia May », sur le site officiel du WTA Tour